# Ronald Burrell
Ronald Burrell (ur. 21 lipca 1983 w Livingston) – amerykański koszykarz, występujący na pozycji silnego skrzydłowego, po zakończeniu kariery zawodniczej trener koszykarki. Od 2023 asystent trenera Brooklyn Nets. 
W latach 2008–2011 występował w Asseco Prokom Gdynia. 

## Życiorys
Urodzony w 1983 roku grał w koszykówkę w Montclair High School. Po dobrym debiucie w NCAA, Burrell przeniósł się do Europy i podpisał kontrakt z Levallois SCB. W następnym sezonie podpisał z RheinEnergie Koln. Po roku przeniósł się do Telekom Baskets Bonn, a w kolejnym roku do Asseco Prokomu Gdynia. W 2011 roku podpisał kontrakt z EWE Baskets Oldenburg.
4 czerwca 2023 został asystentem trenera Brooklyn Nets.

## Osiągnięcia
Na podstawie, o ile nie zaznaczono inaczej.

### Zawodnicze
NCAA
- Mistrz sezonu regularnego konferencji Southern (SoCon – 2002)
- Zaliczony do:
  - I składu SoCon (2005)
  - III składu SoCon (2004)

Drużynowe
- 3-krotny mistrz Polski (2009–2011)
- 2-krotny wicemistrz Niemiec (2008, 2013)
- Brąz EuroChallenge (2013)
- Zdobywca pucharu Niemiec (2007)
- Finalista pucharu Polski (2009)
- Uczestnik rozgrywek Euroligi (2006/07, 2008–2011)

Indywidualne
- III piątka TBL według dziennikarzy (2010)[3]

### Trenerskie
- Trener roku G-League (2023)[4]